# Aziz Ibragimov
Aziz Ibragimov (Guzar, 21 luglio 1986) è un ex calciatore uzbeko, di ruolo centrocampista.